# チアリーダー忍者
『チアリーダー忍者』（チアリーダーにんじゃ、原題：Cheerleader Ninjas）は、2002年公開のアメリカのキャンプ/アクション映画。
ケビン・キャンベルが監督を務め、キラ・リードが主役を演じた。

## 概要
同じような題名のジョージ・タケイのコメディ映画『ニンジャ・チアリーダー（Ninja Cheerleaders）』より前に製作された作品となる。
この映画では、インターネットを宗教的狂信集団の支配から救うために、4人のチアリーダー忍者学生とそのオタクの仲間が活躍することになる。

## あらすじ
Happy Valley High Hamstersの4人のチアリーダーが、教会に集まるご婦人たちから、子供たちの寝室に「汚らわしいインターネット」が侵入していると責められる。ご婦人たちは、地元の教区改革学校のゲイの教師であるスティーヴンを雇い、調教したカトリック学校の少女たちを使って、チアリーダーたちを懲らしめようとする。
一方、悪事を企むミスターXは、自らのインターネットゾンビ支配ソフトウェアをテストするためにモルモットとして彼女たちチアリーダーを利用しようとする。
そこで、チアリーダーたちは、陽キャとは対照的なコンピューターオタクに頼み、忍術を身につけ、邪悪なカトリックの少女たちやスティーヴン、そして、謎のミスターXを倒すために協力し合うことにする。

## キャスト
※括弧内は日本語吹替。
- アンジェラ：アンジェラ・ブルベイカー（甲斐田裕子）
- ヘザー：レネ・ディーマー（新井里美）
- オフィーリア：タマラ・レンツ（児玉孝子）
- ジェーン：サニー・グレイヴス（中川和恵）
- スティーヴン：ジェフ・ニコルソン（英語版）（麻生智久）
- マーヴェリック：ジャレッド・ブルベイカー（鳥海勝美）
- チャビー：T・スコット・ベッカー（中國卓郎）
- ファンタジー・ガール：キラ・リード

その他の日本語吹替：佐藤晴男、鈴木貴征、勝田晶子、前田ゆきえ、青山桐子、大野エリ、田中結子、白熊寛嗣、小田敏充、小伏伸之

## 製作

### 撮影
映画の撮影は、Englewood High Schoolで行われた。

## 評価
インディペンデント映画向けのオンライン批評サイトであるFilm Threatは、パフォーマンスが "特に我々が扱っている主題のために、かなり良い "と述べ、フィルム4つ星を与えた[3]地下映画の百科事典はそれが面白いよりも血みどろの発見した[4]。
この映画に星4つをつけ、演技は「特に扱っている題材の割にはかなり良い」と評価している。
The encyclopedia of underground moviesには、本作に対して面白いというよりもグロいと書かれている。

## リメイク
ジョージ・タケイが出演した『ニンジャ・チアリーダー』としてリメイクされた。